# Спортивна (станція метро, Мінськ)
53°54′30″ пн. ш. 27°28′45″ сх. д. / 53.90833° пн. ш. 27.47917° сх. д.
Спорти́вна (біл. Спарты́ўная) — станція Автозаводської лінії Мінського метрополітену, розташована між станціями Пушкінська та «Кунцевщина». Відкрита 7 листопада 2005 року у складі п'ятої черги Автозаводської лінії.

## Назва
До 2003 року станція мала проектну назву «Раківська». Згодом станцію перейменували на «Спортивну» на честь розташованого поруч Льодового палацу спорту.

## Конструкція
Колонна станція мілкого закладення («сороконіжка»), побудована зі збірного залізобетону з однією прямою острівною платформою. На станції працює ліфт для осіб з обмеженими можливостями.

## Колійний розвиток
Станція без колійного розвитку.

## Виходи
Єдиний вихід зі станції веде до перехрестя вулиць Притицького, Жудра та Бєльського.

## Пересадки
- А: 11, 28, 29, 41, 50с, 54, 62э, 77, 126, 152с, 163;
- Тб: 13, 31, 44, 77;
- Мт: 1050, 1067, 1077, 1183, 1191, 1212

## Фотогалерея

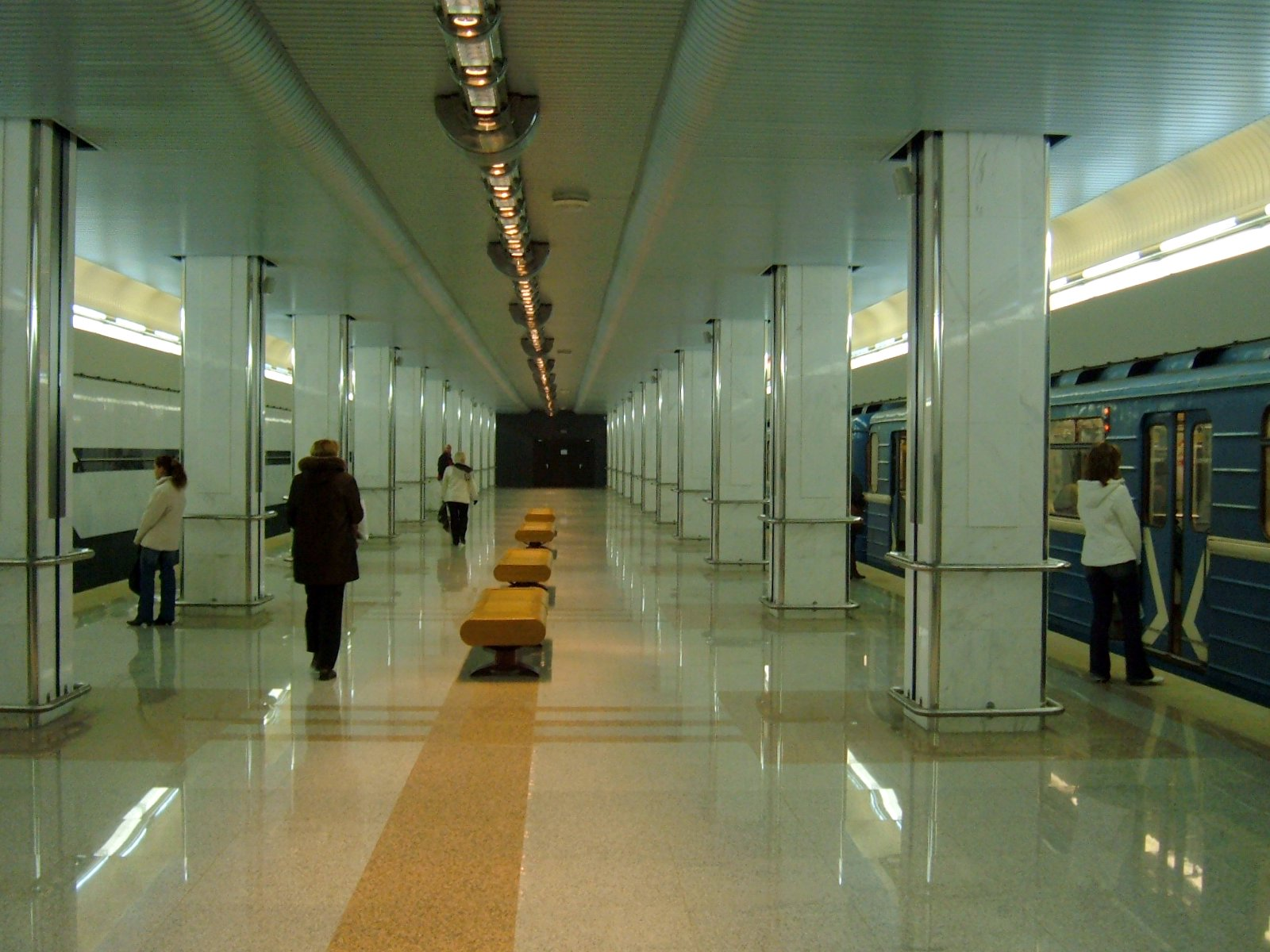
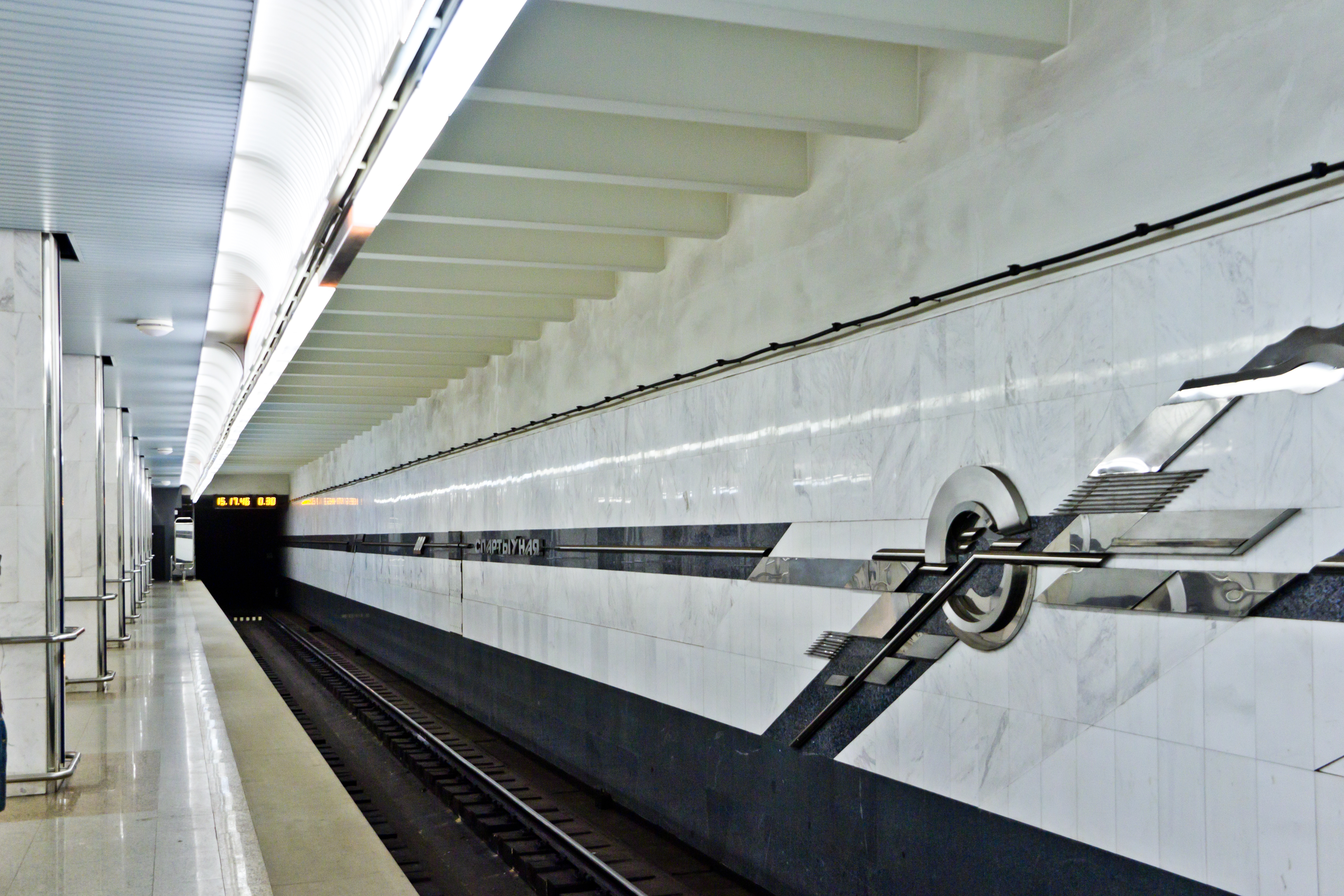
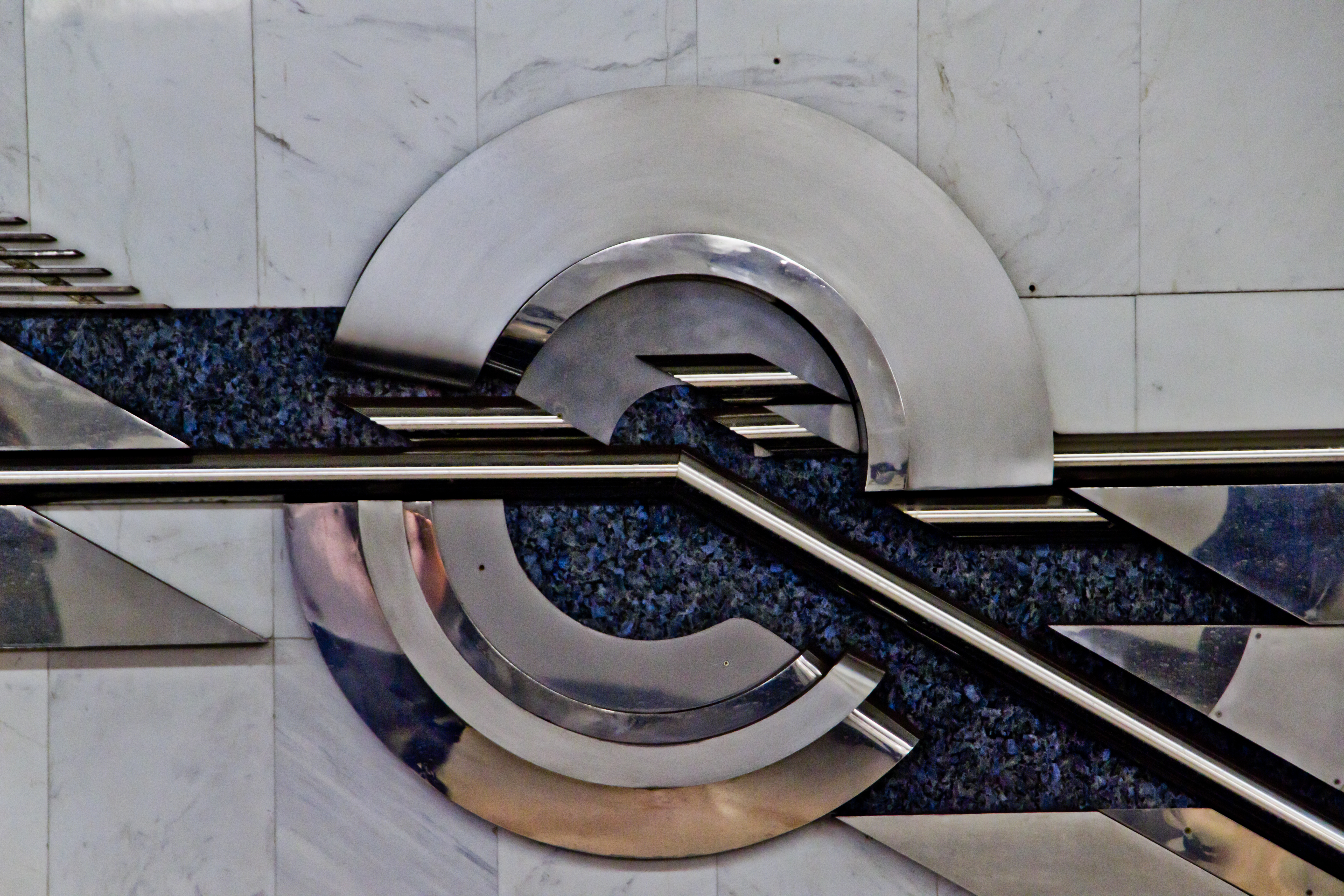